# Блейк, Хелен
Хелен Блейк (англ. Helen Blake; род. 1 мая 1951, Сент-Элизабет, Ямайка) — ямайская легкоатлетка.

## Биография
Принимала участие в летних Олимпийских играх 1976 года. Участница Панамериканских игр 1975 и 1979 годов.
В 1977 году признана спортсменкой года на Ямайке.